# Zyprischer Fußballpokal 1998/99
Der Zyprische Fußballpokal 1998/99 war die 57. Austragung des zyprischen Pokalwettbewerbs. Er wurde vom zyprischen Fußballverband ausgetragen. Das Finale fand am 8. Mai 1999 im Tsirion-Stadion von Limassol statt.
Pokalsieger wurde APOEL Nikosia. Das Team setzte sich im Finale gegen Titelverteidiger Anorthosis Famagusta durch. APOEL qualifizierte sich durch den Sieg für den UEFA-Pokal 1999/2000.

## Modus
Die Begegnungen der Vorrunde und der 1. Runde wurden in einem Spiel ausgetragen. Bei unentschiedenem Ausgang wurde das Spiel um zweimal 15 Minuten verlängert. Stand danach kein Sieger fest, folgte ein Wiederholungsspiel auf des Gegners Platz. Endete auch dies unentschieden, gab es eine Verlängerung und gegebenenfalls ein Elfmeterschießen.
Von der 2. Runde bis zum Halbfinale wurden alle Begegnungen in Hin- und Rückspiel ausgetragen. Bei Torgleichheit entschied zunächst die Anzahl der auswärts erzielten Tore, danach eine Verlängerung und schließlich das Elfmeterschießen.

## Teilnehmer
| First Division (14) | Second Division (14) | Third Division (14) | Fourth Division (8) |
| --- | --- | --- | --- |
| - AEK Larnaka - AEL Limassol - Alki Larnaka - Anorthosis Famagusta - APOEL Nikosia - Apollon Limassol - Aris Limassol - Doxa Katokopia - Enosis Neon Paralimni - Ethnikos Achnas - Evagoras Paphos - Nea Salamis Famagusta - Olympiakos Nikosia - Omonia Nikosia | - AEK/Achilleas Agios Theraponta - AEZ Zakakiou - Akritas Chlorakas - Anagennisi Deryneia - Anagennisi Germasogeias - APOP Paphos - ASIL Lysi - Digenis Akritas Morphou - Ermis Aradippou - Ethnikos Assia - Omonia Aradippou - Onisilos Sotira - PAEEK Kyrenia - Rotsidis Mammari | - Achyronas Liopetriou - Adonis Idaliou - AO Agia Napa - APEP Palendriou - APEP Pitsilia - ATE PEK Ergaton - Chalkanoras Idaliou - Doxa Paliometochou - Elia Lythrodonta - Enosis Kokkinotrimithia - Ethnikos Latsion - Iraklis Gerolakkou - Othellos Athienou - SEK Agiou Athanasiou | - AEK Kakopetrias - AEK Kythreas - Anagennisi Prosfigon Limassol - Apollon Lympion - Ellinismos Akakiou - Enosis Neon THOI Lakatamia - Kinyras Empas - THOI Avgorou |

## Vorrunde
In dieser Runde traten alle 14 Teams der Second Division, alle 14 Teams der Third Division und 8 Teams der Fourth Division an.
|                                | Ergebnis  |                               |
| ------------------------------ | --------- | ----------------------------- |
| AO Agia Napa                   | 3:1       | Chalkanoras Idaliou           |
| Achyronas Liopetriou           | 1:2       | Omonia Aradippou              |
| Adonis Idaliou                 | 2:3       | Elia Lythrodonta              |
| AEK/Achilleas Agios Theraponta | 2:3       | Ethnikos Assia                |
| Akritas Chlorakas              | 4:2       | Rotsidis Mammari              |
| Anagennisi Germasogeias        | 0:1       | AEZ Zakakiou                  |
| APEP Palendriou                | 2:1       | Iraklis Gerolakkou            |
| APEP Pitsilia                  | 1:1 n. V. | Anagennisi Deryneia           |
| Apollon Lympion                | 3:1       | SEK Agiou Athanasiou          |
| ATE PEK Ergaton                | 2:1       | ASIL Lysi                     |
| Digenis Akritas Morphou        | 0:0 n. V. | APOP Paphos                   |
| Doxa Paliometochou             | 2:1       | Ellinismos Akakiou            |
| Enosis Neon THOI Lakatamia     | 2:1       | Othellos Athienou             |
| Enosis Kokkinotrimithia        | 1:1 n. V. | AEK Kakopetrias               |
| Ermis Aradippou                | 0:0 n. V. | PAEEK Kyrenia                 |
| Ethnikos Latsion               | 1:3       | THOI Avgorou                  |
| Kinyras Empas                  | 1:3       | AEK Kythreas                  |
| Onisilos Sotira                | 3:1       | Anagennisi Prosfigon Limassol |

### Wiederholungsspiele
|                     | Ergebnis              |                         |
| ------------------- | --------------------- | ----------------------- |
| Anagennisi Deryneia | 6:0                   | APEP Pitsilia           |
| APOP Paphos         | 3:1                   | Digenis Akritas Morphou |
| AEK Kakopetrias     | 1:0                   | Enosis Kokkinotrimithia |
| PAEEK Kyrenia       | 2:2 n. V. (5:4 i. E.) | Ermis Aradippou         |

## 1. Runde
Alle 14 Vereine der First Division stiegen in dieser Runde ein. Diese Teams wurden nicht gegeneinander gelost.
|                       | Ergebnis  |                            |
| --------------------- | --------- | -------------------------- |
| AEK Kakopetrias       | 1:5       | APOEL Nikosia              |
| AEL Limassol          | 7:1       | Akritas Chlorakas          |
| AEZ Zakakiou          | 0:3       | Enosis Neon Paralimni      |
| Anagennisi Deryneia   | 1:3 n. V. | Apollon Lympion            |
| Anorthosis Famagusta  | 10:00     | Enosis Neon THOI Lakatamia |
| Apollon Limassol      | 9:0       | Elia Lythrodonta           |
| APOP Paphos           | 1:2       | Olympiakos Nikosia         |
| Aris Limassol         | 3:0       | AEK Kythreas               |
| Doxa Katokopia        | 2:0       | ATE PEK Ergaton            |
| Ethnikos Achnas       | 5:0       | Doxa Paliometochou         |
| Ethnikos Assia        | 3:5       | Evagoras Paphos            |
| Nea Salamis Famagusta | 6:0       | Onisilos Sotira            |
| Omonia Aradippou      | 0:6       | AEK Larnaka                |
| Omonia Nikosia        | 8:0       | APEP Palendriou            |
| PAEEK Kyrenia         | 0:2       | Alki Larnaka               |
| THOI Avgorou          | 2:0       | AO Agia Napa               |

## 2. Runde
|                       | Gesamt    |                    | Hinspiel | Rückspiel |
| --------------------- | --------- | ------------------ | -------- | --------- |
| AEL Limassol          | (a)4:4(a) | Ethnikos Achnas    | 4:2      | 0:2       |
| Alki Larnaka          | 2:9       | AEK Larnaka        | 0:4      | 2:5       |
| Anorthosis Famagusta  | 3:1       | Apollon Limassol   | 1:1      | 2:1       |
| APOEL Nikosia         | 3:2       | Doxa Katokopia     | 1:0      | 2:2       |
| Aris Limassol         | 4:7       | Evagoras Paphos    | 2:3      | 2:4       |
| Enosis Neon Paralimni | 11:00     | Apollon Lympion    | 9:0      | 2:0       |
| Nea Salamis Famagusta | 13:00     | THOI Avgorou       | 9:0      | 4:0       |
| Omonia Nikosia        | 6:1       | Olympiakos Nikosia | 4:0      | 2:1       |

## Viertelfinale
|                 | Gesamt |                       | Hinspiel | Rückspiel |
| --------------- | ------ | --------------------- | -------- | --------- |
| AEK Larnaka     | 5:7    | Nea Salamis Famagusta | 4:3      | 1:4       |
| APOEL Nikosia   | 5:2    | Omonia Nikosia        | 2:2      | 3:0       |
| Ethnikos Achnas | 1:0    | Enosis Neon Paralimni | 1:0      | 0:0       |
| Evagoras Paphos | 3:5    | Anorthosis Famagusta  | 0:3      | 3:2       |

## Halbfinale
|                       | Gesamt |                 | Hinspiel | Rückspiel |
| --------------------- | ------ | --------------- | -------- | --------- |
| Anorthosis Famagusta  | 5:3    | Ethnikos Achnas | 2:2      | 3:1       |
| Nea Salamis Famagusta | 3:7    | APOEL Nikosia   | 2:3      | 1:4       |

## Finale
| Paarung              | APOEL Nikosia – Anorthosis Famagusta |
| Ergebnis             | 2:0 (0:0) |
| Datum                | 8. Mai 1999 |
| Stadion              | Tsirion-Stadion, Limassol |
| Zuschauer            | 14.832 |
| Schiedsrichter       | Yannakis Kyprianides |
| Tore                 | 1:0 Marcelo Veridiano (75.) 2:0 Marcelo Veridiano (85., Elfmeter) |
| APOEL Nikosia        | Andros Petrides – Marinos Satsias, Aristos Aristokleous, Georgios Christodoulou, Kostas Stavrou – Giorgos Aloneftis, Aristotelous Xenios (44. Nicos Timotheou), Miloje Petkovic (88. Loukas Chatziloukas) – Robert Kocis (76. Yiasoumis Yiasoumi), Yiannos Ioannou, Marcello Veridiano Cheftrainer: Slobodan Vučeković ( Montenegro) |
| Anorthosis Famagusta | Nikos Panagiotou – Georghios Iosifides (46. Panagiotis Engomitis), Zacharias Charalambous, Demitris Ioannou, Vasos Melanarkitis – Stavros Foukaris, Vladan Tomic, Andreou Charalambos „Pampis“ (79. Loukas Louka), Yiannakis Okkas (80. Andreas Sotiriou) – Vesko Mihajlović, Panikkos Pounnas                                       |